# Antonio Janigro
Antonio Janigro (Milano, 21. siječnja 1918. – Milano, 1. svibnja 1989.) bio je talijanski violončelist, koji je ostavio značajni trag kao glazbeni pedagog i dirigent u Hrvatskoj i Njemačkoj. Jedan od vodećih svjetskih violončelista 1950-ih i 1960-ih. 

## Životopis
Janigro je glazbeni konzervatorij završio u rodnom Milanu 1934., a potom se do 1937. godine usavršavao u Parizu na École normale de musique.  
Bio je profesor na Muzičkoj akademiji u Zagrebu od 1939. do 1955. god. - tu je imao priliku surađivati sa znamenitim hrvatskim čelistom Rudolfom Matzom - a od 1951.  godine je ravnao Komornim orkestrom Radio Zagreba. Godine 1954. u sklopu Komornog orkestra osniva ansambl Zagrebačkih solista, u kojem je djelovao kao umjetnički voditelj i solist do 1968. godine. Pod njegovim vodstvom je ansambl postigao svjetski ugled.
Od 1954. godine je Antonio Janigro dirigent Simfonijskog orkestra Radio Zagreba.
Godine 1964. Antonio Janigro seli se u Milano, gdje od 1964. do 1967. godine dirigira u "Orchestra dell'Angelicum ". 
Od 1967. do 1971. godine ravna u "Kammerorchester des Saarländischen Rundfunks" u Saarbrückenu, tj. orkestrom koji je pandan Komornom orkestru Radio Zagreba kojim je bio ravnao od 1954. godine. Od 1974. do 1978. godine je voditelj ansambla "Camerata Academica des Salzburger Mozarteums" u Salzburgu.
Predavao je na konzervatorijima u Düsseldorfu i Stuttgartu.
A. Janigro je snimio veliki broj gramofonskih ploča, a posebno se ističe snimka Straussova "Don Quiottea".
Njemu u čast nazvano je Međunarodno violončelističko natjecanje utemeljeno u Zagrebu 1996.
Godine 1953. oženio se Nedom Cihlar, kćerkom hrvatskog književnika Milutina Cihlara Nehajeva, s kojom je imao dvoje djece.